# Раджпуты
Раджпу́ты (санскр. राज्पुत:, IAST: rājputaḥ, сыновья раджей) — этно-сословная группа в составе варны кшатриев в Пакистане и северной Индии. Также их называют тхакурами.
Общая численность — 17 млн человек.

## Территория расселения
Земли раджпутов расположены на северо-западе Индии и первоначально назывались Раджпутана. Впоследствии в XX веке были реорганизованы в Раджастхан. На этой территории к востоку от реки Инд располагается пустыня Тар. Раджпуты также проживают на приграничных территориях Индии и Пакистана, а также в штатах Пенджаб и Махараштра. Основателем династии кашмирских махараджей был раджпут Гулаб Сингх.

## Религия
Исповедуют индуизм (исторически они были его защитниками в эпоху раннего средневековья), а также ислам и сикхизм. По индуистским представлениям раджпуты считали себя наследниками ведических кшатриев и их удел заключался в воинском служении. Сражаться необходимо было честно и храбро, а смерть на поле сражения считалась почетной, после чего раджпут попадает в небесное царство Индры к апсарам. Раджпутский идеал воина («vir») сливался с образом шиваистского аскета. Воину нельзя было заниматься земледелием. Месть считалась достойным поводом для начала военных действий.

## Происхождение
Согласно легендарной истории Индии, многие раджпутские роды ведут своё начало от Солнечной династии . Среди них различаются три главные ветви:
- династия Грахилот, или Гехлот[англ.], делящаяся на 24 ветви, или «сакха». Представителями этого рода являются раджи Удаяпура;
- династия Рахтар[англ.], ведущая своё начало от Куши, второго сына Рамы, и делящаяся также на 24 ветви. К ней принадлежат Джодпурские[англ.], или Марварские, раджи;
- от Куши ведёт свое происхождение род Качваха[англ.], разделяющийся на 12 «котри», или домов. К нему принадлежат джайпурские раджи.

Этническое происхождение раджпутов Индии до сих пор точно не установлено. Существует западноевропейская версия, что по происхождению они восходят преимущественно к сакам, юэчжи, эфталитам и гурджарам, переселившимся в Индию из Центральной Азии в период между началом I и VI веками. Также интересна индийская версия, утверждающая, что раджпуты жили в Северной Индии и носили название «кшатрии» (воины), а название «раджпуты» приобрели в период раннего Средневековья.

## Язык
Разнообразие мест проживания раджпутов сыграло свою роль в использовании ими различных языков и диалектов. В зависимости от района проживания они говорят на языках хинди, раджастхани, панджаби, синдхи, гуджарати.

## История
Территорию расселения раджпутов в начале нашей эры последовательно заселяли скифы (Индо-скифское царство, Западные Кшатрапы), юэчжи (кушаны, тохары) и эфталиты. Под воздействием правителей Мальвы конгломерат этих воинственных кочевников принял индуизм.
С VII по XII век в Индии был «раджпутский период». Раджпутские князья правили даже в Непале и Ассаме.

Начиная с IX века известные своей воинственностью раджпуты клана Пратихара играли ведущую роль в политической жизни Северной Индии. Одним из препятствий на пути исламизации Индии были островки раджпутской государственности в труднодоступных пустынях Раджастхана и джунглях Центральной Индии. В случае нападения врага, когда ситуация казалась безвыходной, раджпуты практиковали массовое самоубийство — джаухар. 
В начале XIV века делийские султаны династии Халджи предприняли попытку подавить сопротивление раджпутов, однако со временем раджпутское государство оправилось от нанесённого ему удара и стало притязать на роль объединителя всей Северной Индии.
После поражения от Бабура в битве при Кхануа (1527) и захвата раджпутских твердынь войсками его внука Акбара (1568-69) все раджпутские феодалы (за исключением правителей Мевара) поступили на военную службу к Великим Моголам в обмен на сохранение автономии в составе их империи.
Однако, нетерпимая к иноверцам политика султана Аурангзеба (насильственные обращения в ислам, возврат взимания джизьи, налог на индуистские паломничества, запрет на строительство храмов, превращение существующих в мечети, дискриминация и выдавливание индусов из торговли и госслужбы, и проч.), вызвала многочисленные восстания раджпутов, которые стали одной из основных причин ослабления и заката Могольской империи.
В начале XIX века раджпуты заключили договор с одержавшими верх британцами, соглашаясь с британским суверенитетом в обмен на местную автономию и защиту от набегов. В 1817—1818 годах британское правительство заключило серию договоров почти со всеми раджпутскими державами. Так началось британское правление над территорией, называемой тогда Раджпутана.

## Быт
Исторически раджпуты относились к касте воинов (кшатрии). Традиционное занятие сельских жителей — орошаемое пашенное земледелие. Традиционные ремёсла — окраска тканей, ювелирное дело, резьба по камню и слоновой кости, искусство миниатюры, обработка металла. Многие раджастанцы заняты в горнорудной, текстильной, цементной промышленности, строительстве, переработке сельскохозяйственного сырья.

## Наряд
Внешний облик мужчины раджпута включал в себя длинные усы, тюрбан и халат.

## Социальная организация
Раджпутские кланы (кхампы) образуют родовые сообщества кулы, коих около ста. Лидером клана является раджа. Исторические правители регионов назывались махараджа (большой раджа). Кланы состоят из семей.

## Военное искусство
Армия раджпутов состояла из пехотинцев, всадников и боевых слонов. Боевым искусствам обучали с детства. В рукопашной схватке позволено было использовать кинжалы-катары, ногти и специальные порошки. Помимо традиционных видов холодного оружия (копье, меч-тальвар, меч-кханда, стрелы), они использовали чакры.